# Rischio (Asimov)
Rischio (Risk) è un racconto fantascientifico scritto da Isaac Asimov. Pubblicato per la prima volta nel maggio del 1955 sulla rivista Astounding Science Fiction, è stato in seguito inserito nelle raccolte Il secondo libro dei robot (The rest of the robots, 1964) e in Tutti i miei robot (The Complete Robot, 1982).
Edito in Italia con il titolo Rischio nel 1985, era stato precedentemente pubblicato dal 1968 al 1978 in alcune antologie con il titolo La vita di un uomo.
Rappresenta il seguito del racconto Il robot scomparso (Little Lost Robot), scritto da Asimov nel 1947. Sia il contesto in cui si svolge l'intera vicenda (una stazione militare di ricerca situata su di un asteroide, chiamata Iperbase), sia il tema centrale del racconto (lo sviluppo dell'unità per i viaggi nell'iperspazio), nonché i personaggi protagonisti del suddetto (la robopsicologa Susan Calvin, l'ingegnere etereo Gerald Black e il generale Richard Kallner) sono infatti presenti in entrambi racconti.

## Trama
Sull'Iperbase gli scienziati stanno lavorando al fine di sviluppare le unità per i viaggi nell'iperspazio. Dopo diversi test effettuati con topolini e scimpanzé, con risultati nefasti, ci si appresta a testare gli effetti di un viaggio nell'iperspazio su di un cervello complesso, quale il cervello positronico di un robot messo alla guida di un'astronave (la Parsec) costruita proprio per il balzo nell'iperspazio.
Quando tutto è pronto e si dà avvio all'esperimento, qualcosa non funziona e l'atteso balzo non avviene. Dopo lo sconcerto iniziale, la robopsicologa della U.S. Robots, la dottoressa Susan Calvin, propone di inviare per risolvere il problema della Parsec l'ingegnere etereo Gerald Black, conosciuto anni prima.
Inizialmente Black si oppone fermamente all'idea, visto il pericolo e il rischio a cui andrebbe incontro. La Parsec infatti si troverebbe in una situazione di stand-by, per cui una minima sollecitazione potrebbe lanciarla nell'iperspazio con effetti drammatici soprattutto per chi vi fosse a bordo. Alla fine l'ingegnere Black, vistasi bocciare dalla dottoressa Calvin la proposta di inviare un robot al suo posto, sale a bordo della Parsec individuando il problema nel robot stesso alla guida della navicella.
Al ritorno nell'Iperbase, nonostante l'accoglienza da eroe, dà le proprie dimissioni e annuncia di voler raccontare l'accaduto al mondo intero. A suo avviso, senza alcuna remora, è stata messa a repentaglio la vita di un uomo perché considerata di minor valore rispetto a un robot. Lo scontro principale avviene con la dottoressa Calvin che con la freddezza, l'impassibilità e l'arguzia che la contraddistinguono, riesce a smontare la tesi di Black, dimostrando che il cervello umano è unico e inquantificabile.